# Calvin Johnson (Musiker)

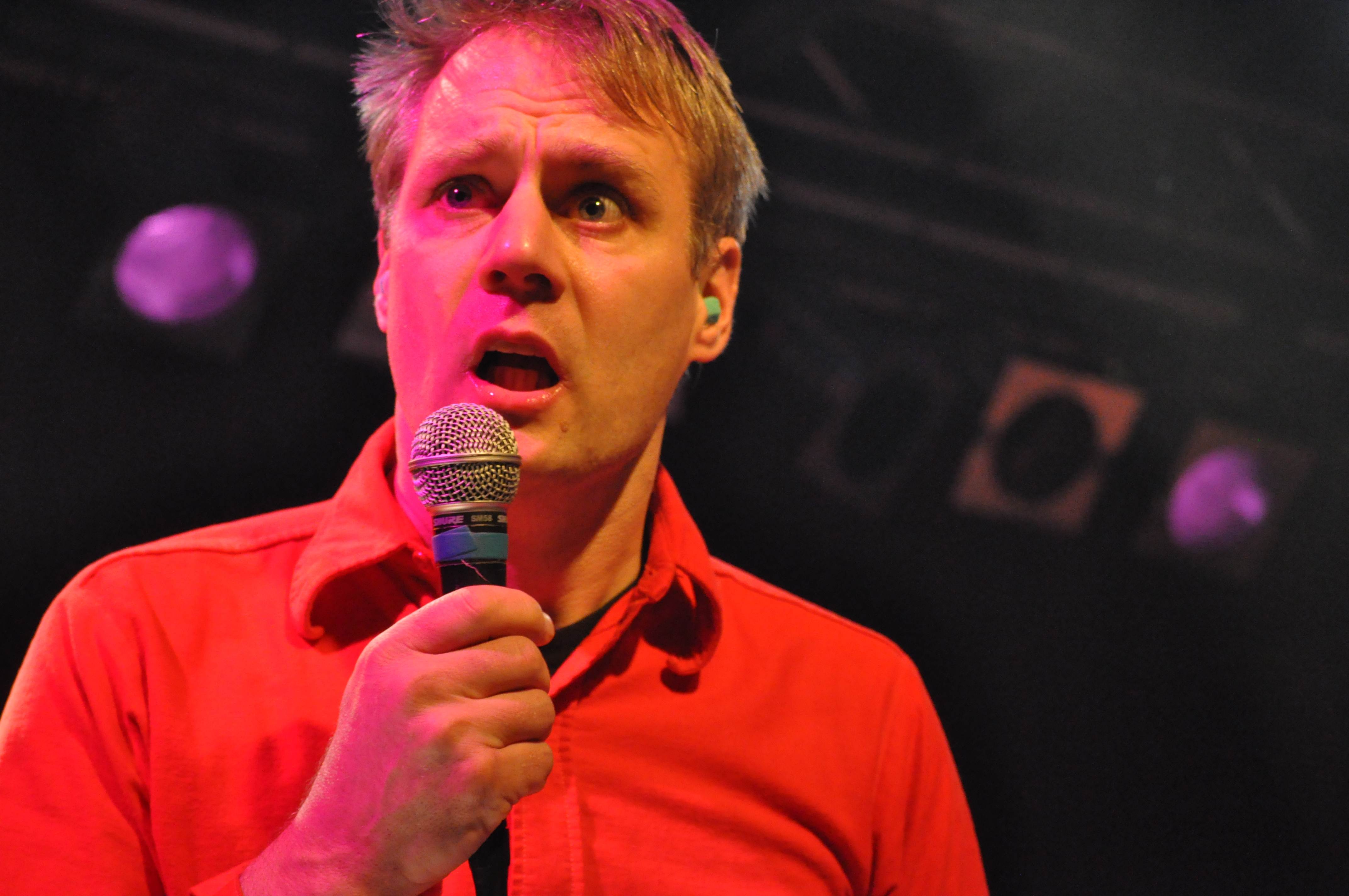
Calvin Johnson (2011)

Calvin Johnson (* 1. November 1962 in Olympia, Washington) ist ein US-amerikanischer Gitarrist, Sänger, Songwriter, Musikproduzent und Disc Jockey. Bekannt für seine einzigartig tiefe, dröhnende Singstimme, war Johnson Gründungsmitglied der Bands Cool Rays, Beat Happening, The Go Team, Dub Narcotic System und The Halo Benders.
Johnson ist außerdem der Gründer und Eigentümer des einflussreichen Indielabels K Records und hat zu Beginn der modernen Independent-Musikbewegung eine wichtige Rolle gespielt. Als eine prominente Persönlichkeit in der Musikszene von Olympia, war er einer der Hauptorganisateure der International Pop Underground Convention.

## Karriere

### Frühe Jahre
Johnsons erste Begegnung mit der Untergrundkultur war 1977, als der damals 15-Jährige ehrenamtlich für KAOS-FM, einem Radiosender in Olympia, arbeitete. Das einzigartige Programm des Senders legte eher den Fokus auf die Musik der Independent-Labels, als auf die der großen Major Labels. Diese do-it-yourself-Gesinnung war ein wichtiger Einfluss auf Johnsons Karriere. Johnson begann bald für Fanzines zu schreiben, außerdem organisierte er Film- und Musikevents. Johnson besuchte das Evergreen State Collage in Olympia, wo seine erste Band Cool Rays, die nur von recht kurzer Dauer war, 1981 erste Aufnahmen mit Steve Fisk machte. Im Sommer 1982 gründet er K Records.

### Beat Happening
Johnson gründete die Band Beat Happening 1982 mit seinen Freunden Heather Lewis und Bret Lunsford, die er während des Studiums kennengelernt hatte. Beat Happening nahm früh eine führende Rolle in den amerikanischen Indie-Rock- und Lo-Fi-Bewegungen ein. Beachtet wird die Band wegen ihrer simplen Aufnahmetechniken, missachtet wegen des technischen Aspekts der Musik und den Songs, die kindlich bis neckisch klingen. Instrumente waren Gitarren, Bass und Schlagzeug, an denen sich die Bandmitglieder abwechselten, Calvin und Heather sangen den Leadgesang. Bei Touren mit Bands wie zum Beispiel Fugazi verwirren und verunsichern sie das Publikum, indem sie deutlich ihre Punk Rock-Position vertraten, die dennoch sanftmütiger war als üblich. Beat Happening war seit 1992 getrennt, tauchte aber 2001 wieder auf.

### Go Team
Go Team war ein Gemeinschaftsprojekt, das 1985 startete und auf dem Duo Calvin Johnson and Tobi Vail, später bei Bikini Kill & Kill Rock Stars basierte. Sie tourten an der Westküste der USA zusammen mit Billy Karren für zwei Touren. Die Gruppe veröffentlichte mehrere Kassetten und neun Singles auf Johnsons Label K Records, mit einer wechselnden Besetzung, die Kurt Cobain, Rich Jensen, David Nichols, and Donna Dresch beinhaltete. Keine der Aufnahmen wird momentan noch produziert.

### Dub Narcotic Sound System
Dub Narcotic wurde nach Calvins berühmten Aufnahmestudio benannt, dieses Projekt entdeckte Musikbereiche, die mehr in Richtung Funk und Dance-Party gingen (im Stil der Stax/Volt-House Bands). Johnson war das einzige Mitglied, dass auf jeder Aufnahme erschien, umringt von einer wechselnden Besetzung, unter anderem: Larry Butler, Todd Ranslow, und Brian Weber (alles Mitglieder der Hip-Hop-Gruppe Dead Presidents). Verschiedene Singles und Alben wurden veröffentlicht. Die variable Natur des Ensembles führte zur Zusammenarbeit mit Jon Spencer Blues Explosion, Lois Maffeo und Miranda July. Später setzte sich das Trio als Johnson, Bassist Chris Sutton (C.O.C.O, Hornet Leg) und Drummer Heather Dunn (Tiger Trap) durch. Ein schwerer Unfall mit dem Tourbus hat die Karriere der Band beinahe tragisch beendet. Johnson erlitt schwere Rippenbrüche und hatte mit Sprachstörungen zu kämpfen; er hat sich seither größtenteils erholt. Seit 2004 hat die Band keine neuen Aufnahmen veröffentlicht.

### Halo Benders
Halo Benders war ein Projekt zwischen Johnson und Doug Martsch von Built To Spill. Von 1994 bis 1998 veröffentlichten sie drei Alben. Calvins tiefe Baritonstimme und Dougs hohe Melodien harmonieren, wenn sie gleichzeitig erklingen, können aber auch einzeln wirken. Nachdem keine weiteren Touren oder Aufnahmen folgten, vereinigten sich die Halo Benders 2008 für einen Auftritt in Boise, und arbeiten eventuell auch in Zukunft wieder zusammen.

### Solo-Karriere

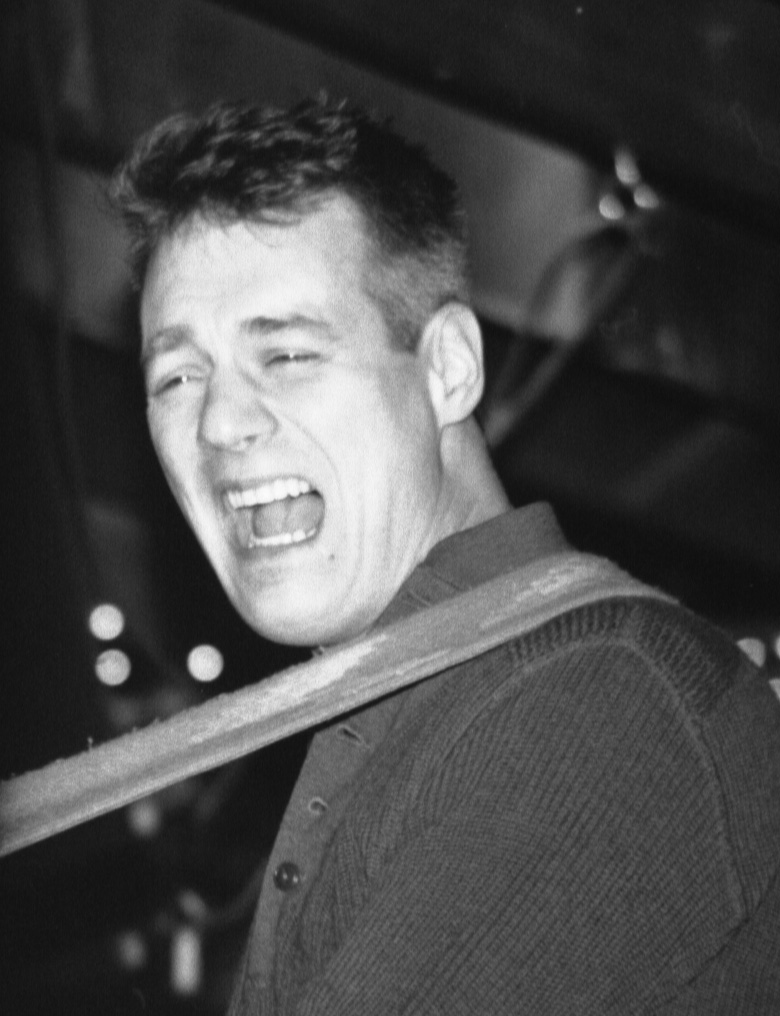
Calvin Johnson (2008)

Neben seiner Arbeit mit Dub Narcotic Sound System, hat Johnson begonnen, Solo Shows unter seinem eigenen Namen zu spielen. Calvins Solomusik ergibt einen Kontrast zum Rock der Halo Benders und dem Funk-Soul von DNSS und erlaubt ihm Blues-, Folk- und Gospelelemente zu entdecken.
Sein erstes Soloalbum What Was Me hat Liebe, Verlust und Tod zum Thema. Während manche Stücke einfache Nylon-String-Gitarren enthalten, bestehen viele Stücke nur aus Johnsons Stimme. Außerdem gibt es Duette mit Beth Ditto von The Gossip und Mirah.
Sein zweites Album, Before the Dream Faded…, ist variantenreicher. Es enthält wiederum viele Zusammenarbeiten mit vielen Indie-Künstlern.
Das neueste Album Calvin Johnson & The Sons of the Soil besteht aus einer Reihe von wiederaufgenommenen Songs mit einer Band bestehend aus Kyle Field, Adam Forkner und Jason Anderson.

### Aktuelle Projekte
2008 war Johnson in dem Film The Lollipop Generation von G.B. Jones zu sehen.
Johnson ist Teil der Hive Dwellers, die Superchunks „My Noise“ auf dem Album SCORE! 20 Years of Merge Records: The Covers! präsentieren. Das Album wurde 2009 veröffentlicht.
Calvin hat außerdem Dub Narcotic Disco Plate 45 rpm wieder aufleben lassen, in Zusammenarbeit mit Künstlern wie Atlas Sound, Mahjongg und Joey Casio bei Dub Narcotic, um eine A-Seite zu erstellen, und kreiert daneben noch eine Selector Dub Narcotic Version für die B-Seite.

## Solo-Diskographie
- What Was Me (2002, K Records)
- Before the Dream Faded… (2005, K Records)
- Calvin Johnson & The Sons of the Soil (2007, K Records)